# وايتفيل (كارولاينا الشمالية)
وايتفيل (بالإنجليزية: Whiteville)‏ هي مدينة أمريكية ومركز مقاطعة كولومبوس في ولاية كارولاينا الشمالية في الولايات المتحدة الأمريكية.

## أعلام
- ديف سميث
- جيرود موستاف
- سكوت دوسن
- ماغي ويل
- ديوي إل. هيل